# Aleksandr Kandel'
Aleksandr Efimovič Kandel' (in russo Александр Ефимович Кандель?; Nižnij Tagil, 3 febbraio 1935 – Ekaterinburg, 10 maggio 2005) è stato un cestista e allenatore di pallacanestro sovietico.

## Carriera
Con l'Unione Sovietica ha disputato i Campionati europei del 1961.